# Nikos Pantziaras
Nikos Pantziaras (in greco: Νίκος Παντζιαράς; 7 gennaio 1954) è un ex calciatore cipriota, di ruolo centrocampista.

## Carriera
Ha giocato 48 partite per la Nazionale cipriota, tra il 1974 e il 1987, segnando una rete.